# 石野良純
石野 良純（いしの よしずみ、1957年〈昭和32年〉 - ）は、日本の分子生物学者、薬学博士。九州大学名誉教授。
1987年（昭和62年）に発表した論文で、原核生物DNAの獲得免疫系座位に存在する奇妙な繰り返し配列「CRISPR（Clustered Regularly Interspaced Short Palindromic Repeats / クリスパー）」について言及した。この研究に世界の研究者が注目した結果、2000年代に入り、スペイン・アリカンテ大学のフランシスコ・モヒカらによって、CRISPRが免疫機能と結びついていることが解明され、さらにこの仕組みが遺伝子を切断する技術に応用され、2012年にはジェニファー・ダウドナとエマニュエル・シャルパンティエによる、遺伝情報の改変を可能にするゲノム編集技術「CRISPR-Cas9（クリスパー・キャスナイン）」に発展した。石野は「ミスター・クリスパー」と呼ばれるようになった。

## 略歴
京都府京都市生まれ。父親の転勤により和歌山県新宮市、京都府亀岡市、大阪府吹田市で育つ。大阪府立茨木高等学校卒業。大阪大学薬学部卒業、大阪大学大学院薬学研究科前期課程修了。九州大学教授（九州大学大学院生物資源環境科学府農学研究院教授）等を務める。主として核酸関連酵素および蛋白質の機能構造解析とその応用研究を行う。

## 人物
大阪で育った石野は、1970年（昭和45年）に地元開催された大阪万博（日本万国博覧会）に何度も足を運び、日本の経済成長や科学の進歩を実感したという。高校時代には、生物の教科書に載っていたDNAの二重螺旋構造を見て美しいと感じ、これをきっかけとして生命研究に興味を持ったという。
大阪大学にて、1981年（昭和56年）に学士号を、大阪大学微生物病研究所に所属した1983年（昭和58年）に修士号を、1986年（昭和61年）に博士号を取得した。石野の指導教官は中田篤男（現・大阪大学名誉教授）で、主として大腸菌の酵素研究に打ち込んでいた。その指導下にあって石野の日課は細菌のDNA塩基配列を片っ端から解析し続けることであった。石野が配列を読み上げ、中田がコンピューターに打ち込む日々であったという。地道なこの作業の中で、石野は、「CGGTTTA…」という配列が規則正しく最大で5回も繰り返される事実に気付く。しかしそれがどのような形で生命活動に作用しているのかについては、見当の付かない部分が多かった。
1987年（昭和62年）、石野を含む中田博士ら研究チームは、酵素「IAP」に関する論文という形で研究成果を発表したが、この中で、石野の発見していたDNAの奇妙な繰り返し配列についても言及されていた。これが、DNAの解析技術が飛躍的進歩を遂げる1990年代を迎える段になって、世界の様々な研究者の注目を集め、様々な細菌を対象として熱心に解析・研究されることとなる「CRISPR（クリスパー）」であった。2010年代になっていよいよ技術的確立を見ることとなるゲノム編集において、「はさみ役」を担う蛋白質がいかにしてDNAの塩基配列へ導かれてゆくかについてなど、関連諸事の原理解明において石野の発見と分析が礎になっていることを、ゲノム編集技術「CRISPR-CAS9（クリスパー＝キャス9）」を開発したエマニュエル・シャルパンティエ教授およびジェニファー・ダウドナ教授らが（2012年〈平成24年〉になって）指摘するようになる。ところが、CRISPRの発見者たる石野はと言うと、酵素「IAP」に関する論文を発表した1987年を境にして、同年中にイェール大学所属のディーター・ゼル博士の研究所 (Dieter Söll's laboratory) に赴任し、大阪大学時代の酵素研究からは離れて別の研究に没頭する日々を送ることになった。ここでの研究は1989年（平成元年）まで続いている。
2002年（平成14年）に九州大学の教授となる。2013年（平成25年）10月以降、NASA宇宙生物学研究所 (NAI)、イリノイ大学アーバナ・シャンペーン校のメンバーになる。

## 受賞歴
- 2013年 - Poster Award (極限環境生物学会)
- 2017年 - 第1回日本医療研究開発大賞 文部科学大臣賞 (日本医療研究開発機構)
- 2018年 - 日本農芸化学会賞 (日本農芸化学会)
- 2022年 - 木原賞